# 岸田杜芳
岸田 杜芳（きしだ とほう、生没年未詳）は、江戸時代の戯作者、狂歌師。黄表紙や狂歌に作品を残した。桜川杜芳とも。通称、岸田豊治郎。狂号、言葉綾知。

## 来歴
寛政年中に没したとする説と、1788年（天明8年）に没したとする説がある。前者は杜芳の黄表紙が1793年（寛政4年）まで刊行されたことに由来するが、後者の由来は不明。
江戸芝（現在の東京都港区）神明前三島町に住む表具師であった。杜芳の活躍はいずれも天明期に集中しているが、それ以前の事蹟や活動は不明。黄表紙は『擲打鼻上野』（天明2年刊）をはじめ、約20作品を残した。作風は歌舞伎趣味が濃厚で、ほどよいうがちが見られる。狂歌の分野では狂文が得意だった。